# Pully Lausanne Foxes
Pully Lausanne Foxes ist ein Schweizer Basketballverein aus Pully im District Lausanne in der Schweiz. Die erfolgreiche Herrenmannschaft spielt in der höchsten Spielklasse der Schweiz, der SBL.

## Geschichte
Der Verein hatte seine erfolgreichste Zeit zwischen 1986 und 1992, in der man viermal Schweizer Meister und von 1988 bis 1992 fünfmal hintereinander Schweizer Pokalsieger werden konnte. Pully stieg zur Saison 2017/18 wieder in die SBL auf.